# Симетрала
Симетрала на дадена отсечка в математиката е права, перпендикулярна на отсечката и минаваща през нейната среда. Тя е ос на симетрия за разглежданата отсечка.
Симетралата има свойството да е геометричното място на всички точки, които се намират на равни разстояния от две дадени точки в равнината (т.е. от краищата на отсечката).
Особено значение имат симетралите в триъгълника. Тъй като точките на всяка симетрала лежат на еднакво разстояние от краищата на съответната страна на триъгълника (в средата на страната на триъгълника), то пресечната точка на две от трите симетрали ще лежи едновременно на равни разстояния и от трите върха на триъгълника. Това означава че и третата симетрала ще минава през тази точка. Именно точката на пресичане на симетралите в триъгълника е център на описаната около него окръжност. При остроъгълни триъгълници тази точка лежи във вътрешността на триъгълника; при тъпоъгълни триъгълници лежи извън него, а при правоъгълни триъгълници съвпада със средата на хипотенузата. – теорема:
всяка точка от симетралата е на равни разстояния от краищата на отсечката;
всяка точка, която се намира на равни разстояния от краищата на една отсечка, лежи върху симетралата на тази отсечка.
- Пресечната точка на симетралите...
- ...при остроъгълен триъгълник лежи в него
- ...при правоъгълен триъгълник съвпада със средата на хипотенузата
- ...при тъпоъгълен триъгълник лежи извън него